# Seznam apostolskih nunciatur
Seznam apostolskih nunciatur.

## A
- Apostolska nunciatura v Albaniji
- Apostolska nunciatura v Alžiriji
- Apostolska nunciatura v Andori
- Apostolska nunciatura v Angoli
- Apostolska nunciatura v Antigvi in Barbudi
- Apostolska nunciatura v Argentini
- Apostolska nunciatura v Armeniji
- Apostolska nunciatura v Avstraliji
- Apostolska nunciatura v Avstriji
- Apostolska nunciatura v Azerbajdžanu

## B
- Apostolska nunciatura na Bahamih
- Apostolska nunciatura v Bahrajnu
- Apostolska nunciatura v Bangladešu
- Apostolska nunciatura na Barbadosu
- Apostolska nunciatura v Belorusiji
- Apostolska nunciatura v Belgiji
- Apostolska nunciatura v Belizeju
- Apostolska nunciatura v Beninu
- Apostolska nunciatura v Bolgariji
- Apostolska nunciatura v Boliviji
- Apostolska nunciatura v Bosni in Hercegovini
- Apostolska nunciatura v Braziliji
- Apostolska nunciatura v Burkina Fasu
- Apostolska nunciatura v Burundiju

## C
- Apostolska nunciatura v Centralnoafriški republiki
- Apostolska nunciatura na Cipru
- Apostolska nunciatura na Cookovih otokih

## Č
- Apostolska nunciatura v Čadu
- Apostolska nunciatura na Češkem
- Apostolska nunciatura v Čilu
- Apostolska nunciatura v Črni gori

## D
- Apostolska nunciatura na Danskem
- Apostolska nunciatura v Džibutiju
- Apostolska nunciatura v Dominiki
- Apostolska nunciatura v Dominikanski republiki

## E
- Apostolska nunciatura v Ekvadorju
- Apostolska nunciatura v Ekvatorialni Gvineji
- Apostolska nunciatura v Egiptu
- Apostolska nunciatura v Eritreji
- Apostolska nunciatura v Estoniji
- Apostolska nunciatura v Etiopiji
- Apostolska nunciatura pri Evropski uniji

## F
- Apostolska nunciatura na Fidžiju
- Apostolska nunciatura na Filipinih
- Apostolska nunciatura na Finskem
- Apostolska nunciatura v Franciji

## G
- Apostolska nunciatura v Gabonu
- Apostolska nunciatura v Gambiji
- Apostolska nunciatura v Gani
- Apostolska nunciatura v Grčiji
- Apostolska nunciatura v Grenadi
- Apostolska nunciatura v Gruziji
- Apostolska nunciatura v Gvajani
- Apostolska nunciatura v Gvatemali
- Apostolska nunciatura v Gvineji
- Apostolska nunciatura v Gvineji Bissau

## H
- Apostolska nunciatura na Haitiju
- Apostolska nunciatura v Hondurasu
- Apostolska nunciatura na Hrvaškem

## I
- Apostolska nunciatura v Indiji
- Apostolska nunciatura v Indoneziji
- Apostolska nunciatura v Iraku
- Apostolska nunciatura v Iranu
- Apostolska nunciatura na Irskem
- Apostolska nunciatura na Islandiji
- Apostolska nunciatura v Italiji
- Apostolska nunciatura v Izraelu

## J
- Apostolska nunciatura na Jamajki
- Apostolska nunciatura na Japonskem
- Apostolska nunciatura v Jemnu
- Apostolska nunciatura v Jordaniji
- Apostolska nunciatura v Republiki Južni Afriki

## K
- Apostolska nunciatura v Kamerunu
- Apostolska nunciatura v Kanadi
- Apostolska nunciatura v Kazahstanu
- Apostolska nunciatura v Kambodži
- Apostolska nunciatura v Katarju
- Apostolska nunciatura v Keniji
- Apostolska nunciatura v Kirgizistanu
- Apostolska nunciatura na Kiribatih
- Apostolska nunciatura na Kitajskem
- Apostolska nunciatura v Kolumbiji
- Apostolska nunciatura v Republiki Kongo
- Apostolska nunciatura v Demokratični republiki Kongo
- Apostolska nunciatura v Koreji
- Apostolska nunciatura v Kostariki
- Apostolska nunciatura na Kubi
- Apostolska nunciatura v Kuvajtu

## L
- Apostolska nunciatura v Latviji
- Apostolska nunciatura v Lesotu
- Apostolska nunciatura v Libanonu
- Apostolska nunciatura v Liberiji
- Apostolska nunciatura v Lihtenštajnu
- Apostolska nunciatura v Litvi
- Apostolska nunciatura v Luksemburgu

## M
- Apostolska nunciatura v Makedoniji
- Apostolska nunciatura na Madagaskarju
- Apostolska nunciatura na Madžarskem
- Apostolska nunciatura v Malaviju
- Apostolska nunciatura v Maliju
- Apostolska nunciatura na Malti
- Apostolska nunciatura v Maroku
- Apostolska nunciatura na Marshallovih otokih
- Apostolska nunciatura na Mavriciusu
- Apostolska nunciatura v Mehiki
- Apostolska nunciatura v Mikroneziji
- Apostolska nunciatura v Moldaviji
- Apostolska nunciatura v Monaku
- Apostolska nunciatura v Mongoliji
- Apostolska nunciatura v Mozambiku

## N
- Apostolska nunciatura v Namibiji
- Apostolska nunciatura v Nemčiji
- Apostolska nunciatura v Nauruju
- Apostolska nunciatura v Nepalu
- Apostolska nunciatura na Nizozemskem
- Apostolska nunciatura na Novi Zelandiji
- Apostolska nunciatura v Nikaragvi
- Apostolska nunciatura v Nigru
- Apostolska nunciatura v Nigeriji
- Apostolska nunciatura na Norveškem

## O
- Apostolska nunciatura pri Organizaciji združenih narodov

## P
- Apostolska nunciatura v Pakistanu
- Apostolska nunciatura v Palauu
- Apostolska nunciatura v Panami
- Apostolska nunciatura v Papuanski Novi Gvineji
- Apostolska nunciatura v Paragvaju
- Apostolska nunciatura v Peruju
- Apostolska nunciatura na Poljskem
- Apostolska nunciatura na Portugalskem

## R
- Apostolska nunciatura v Romuniji
- Apostolska nunciatura v Ruski federaciji
- Apostolska nunciatura v Ruandi

## S
- Apostolska nunciatura na Saint Kittsu in Nevisu
- Apostolska nunciatura na Saint Luciji
- Apostolska nunciatura na Saint Vincentu in Grenadinah
- Apostolska nunciatura na Salomonovih otokih
- Apostolska nunciatura v Salvadorju
- Apostolska nunciatura v Samoi
- Apostolska nunciatura v San Marinu
- Apostolska nunciatura na Sao Tomeju in Principu
- Apostolska nunciatura na Sejšelih
- Apostolska nunciatura v Senegalu
- Apostolska nunciatura v Sierra Leonu
- Apostolska nunciatura v Singapuru
- Apostolska nunciatura v Siriji
- Apostolska nunciatura na Slonokoščeni obali
- Apostolska nunciatura na Slovaškem
- Apostolska nunciatura v Sloveniji
- Apostolska nunciatura v Somaliji
- Apostolska nunciatura v Srbiji
- Apostolska nunciatura v Sudanu
- Apostolska nunciatura v Surinamu
- Apostolska nunciatura v Svaziju

## Š
- Apostolska nunciatura v Španiji
- Apostolska nunciatura na Šrilanki
- Apostolska nunciatura na Švedskem
- Apostolska nunciatura v Švici

## T
- Apostolska nunciatura v Tadžikistanu
- Apostolska nunciatura na Tajskem
- Apostolska nunciatura v Tanzaniji
- Apostolska nunciatura na Timoru
- Apostolska nunciatura v Togu
- Apostolska nunciatura na Tongi
- Apostolska nunciatura na Trinidadu in Tobagu
- Apostolska nunciatura v Tuniziji
- Apostolska nunciatura v Turčiji
- Apostolska nunciatura v Turkmenistanu

## U
- Apostolska nunciatura v Ugandi
- Apostolska nunciatura v Ukrajini
- Apostolska nunciatura v Urugvaju
- Apostolska nunciatura v Uzbekistanu

## V
- Apostolska nunciatura v Vanuatuju
- Apostolska nunciatura v Venezueli

## Z
- Apostolska nunciatura v Zambiji
- Apostolska nunciatura v Združenem kraljestvu
- Apostolska nunciatura v Združenih državah Amerike
- Apostolska nunciatura na Zelenortskih otokih
- Apostolska nunciatura v Zimbabveju

## Bivše
- Apostolska nunciatura na Češkoslovaškem
- Apostolska nunciatura v Jugoslaviji
- Apostolska nunciatura v Srbiji in Črni gori
- Apostolska nunciatura v Srednji Ameriki